# Phim trường Longcross
Phim trường Longcross là nơi sản xuất phim và phim truyền hình tại làng Longcross, thuộc hạt Surrey, Anh, nằm cách khoảng 25 dặm (40 km) về phía tây trung tâm Luân Đôn. Được xây dựng trên cơ sở thí nghiệm kỹ thuật quân sự, phòng thu có 5 tầng âm từ 8.000 đến 42.000 foot vuông (740 đến 3.900 m2).

## Danh sách các phim sản xuất tại phim trường Longcross
- Cuộc chiến giữa các vị thần (2010)
- Hugo (2011)
- War Horse (2011)
- Call the Midwife (2012–present)
- John Carter (2012)
- Skyfall (2012)
- Fast & Furious 6[2] (2013)
- Thor: The Dark World[2] (2013)
- Guardians of the Galaxy[2] (2014)
- Broadchurch series two (2015)
- Doctor Strange: Phù thủy tối thượng (2016)[2] (2016)
- Murder on the Orient Express (2017)
- Star Wars: The Last Jedi (2017)
- Aladdin (2019)
- Artemis Fowl (2019)